# Karen Bramson

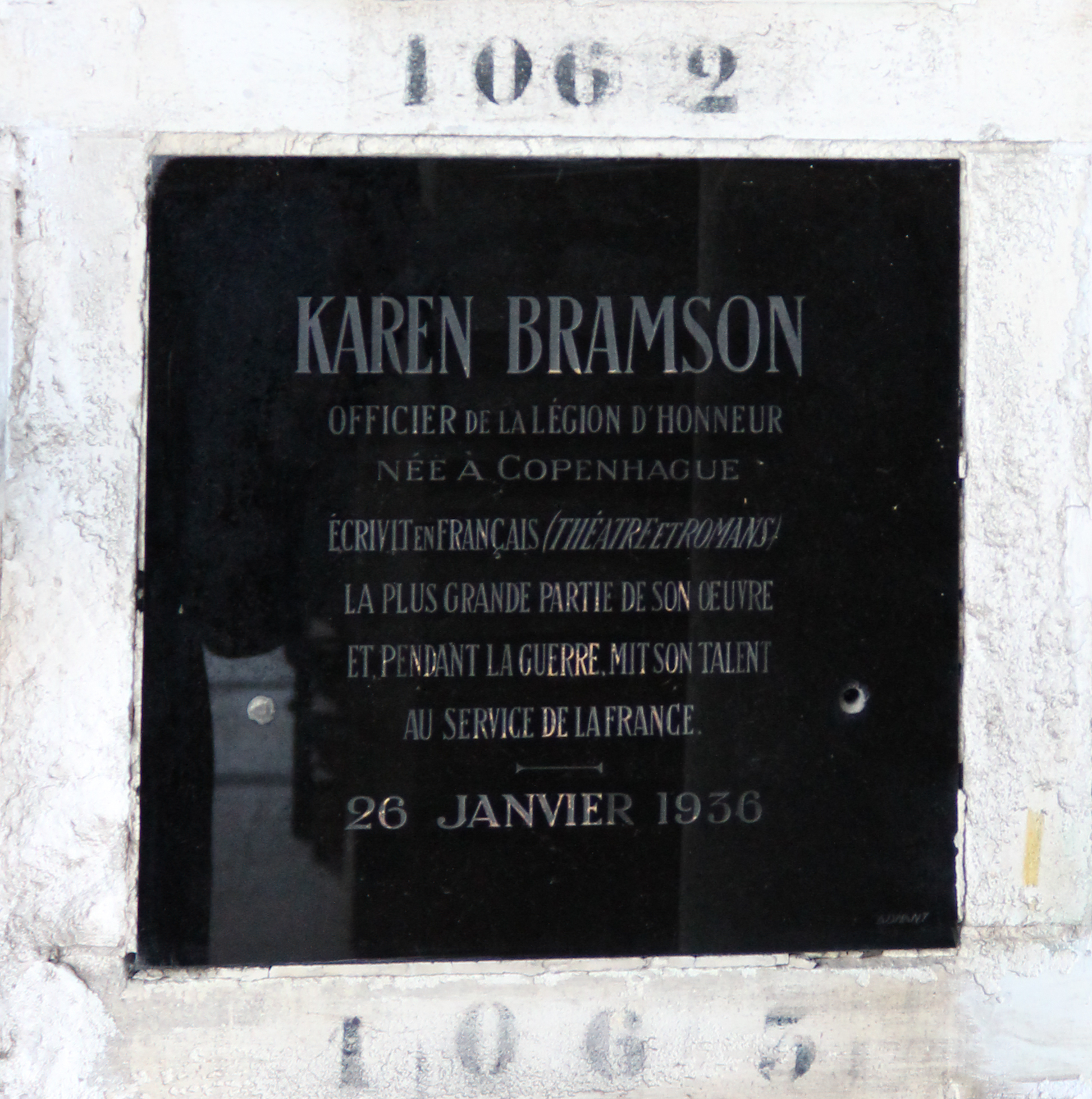
La tumba de Karen Bramson en el cementerio Père Lachaise en París

Karen Bramson (nombre de pila Adler; Tårbæk, Dinamarca, 10 de agosto de 1875- París, Francia, 26 de enero de 1936) fue una autora danesa que escribió novelas y obras principalmente en danés o francés. Muchos de sus escritos han sido traducidos también al inglés.
Bramson pasó sus primeros años en Dinamarca y después vivió en Francia. Fue galardonada con la Légion de Honor por su trabajo durante la Primera Guerra Mundial y por sus contribuciones a la literatura francesa.

## Primeros años en Dinamarca
Karen Adler nació el 10 de agosto de 1875 en Tårbæk, Dinamarca, Sus padres eran Julius Frederick Adler, un rico comerciante de cigarros de Copenhague y Dorothea (Thea) Monies, prima segunda del físico Niels Bohr. Tenía varios hermanos, uno de los cuales era David Julius Adler, su hermano mayor. Aparentemente, Karen era mejor escritora que David, porque a veces le escribía las redacciones escolares. Karen Adler comenzó a escribir obras de teatro a la edad de 12 años y a los 14, escribió una obra de teatro en dos actos: "Veninder" (Novias) y "I pension for unge piger" (En una pensión para niñas) - aceptadas en el Folketeatret ( Teatro del Pueblo) en Copenhague por un precio de 200 coronas danesas. Había insistido en que ella debía permanecer en el anonimato, pero el director de teatro no pudo resistirse a dar su nombre al periódico local. Karen retiró apresuradamente su obra y reembolsó el dinero para evitar el escándalo y la ira de su padre, ya que en Copenhague, en la década de 1890, a una joven de su clase no se le permitía atraer tanta publicidad y cobrar por escribir una obra. En 1893, a la edad de 17 años, Karen Adler se casó con Louis Bramson (n. 1861 - d 1952). Louis, como Karen, provenía de una familia danesa relativamente próspera, era médico y era 15 años mayor que Karen.  En 1895 tuvieron un hijo, Mogens Bramson. Karen Bramson continuó escribiendo e hizo su debut con dos obras de teatro "Den unge Frue - Mands Vilje "(La joven dama - La voluntad del hombre) publicadas en 1900 y presentadas en 1907 en el Teatro del Pueblo en Copenahgen.
En 1904, Karen y Louis Bramson construyeron una mansión rural que llamaron Solgården (Sun Yard) cerca del mar en Strøby Egede, municipio de Stevns, al sur de Copenhague. Invitaron a artistas de diferentes partes de Europa y realizaron obras de teatro en un escenario que habían construido allí. Se dice que el rey Federico VIII de Dinamarca se quedó allí en 1911 y, en conmemoración, le regaló a Karen cuatro estatuas de mármol de águilas que se colocaron en las esquinas de una torre en el edificio.
En 1912, Karen Bramson fue elegida concejala del municipio de Copenhague, pero se negó, prefiriendo concentrarse en la escritura. En 1914, Karen Bramson dejó Dinamarca y se mudó a Francia en una protesta personal contra Dinamarca, que había permanecido neutral durante la Primera Guerra Mundial. Iba a pasar el resto de su vida en Francia.

## Carrera literaria en Francia
Después de que Karen Bramson se instalara permanentemente en París, al comienzo de la Primera Guerra Mundial, escribió principalmente en francés. Durante la guerra, estuvo adscrita al departamento de prensa del Ministerio de Relaciones Exteriores de Francia, que trató de crear conciencia internacional sobre la situación del país. Bramson era una escritora y propagandista entusiasta de la causa francesa y trató de ayudar a la difícil situación de los prisioneros de guerra franceses en Alemania. Fue galardonada con el rango de Caballero en la Légion de honor en 1917 por el trabajo que realizó durante la Primera Guerra Mundial.
Después de la guerra, su mayor triunfo fue la presentación en 1923 de su obra "Le Professeur Klenow" en el Teatro del Odeon de París con el actor Poul Reumert en el papel principal. Más tarde, en 1923, hubo una versión reelaborada de su obra de 1902, "Den Stærkeste" (El más fuerete), en el Teatro Real de Copenhague. Poco antes, en el mismo teatro, su obra "De evige Fjender" (Los enemigos eternos) con Reumert y la actriz Bodil Ipsen en los papeles principales tuvo un éxito limitado. Sin embargo, en junio de 1924, la misma obra traducida al inglés con el título "Tigercats" y protagonizada por Edith Evans, Nicholas Hannen y Robert Loraine se presentó en el Teatro Garrick y luego en el Royal Strand Teatro en Londres, donde tuvo mucho más éxito y tuvo 116 representaciones. "Tigercats", dirigida por David Belasco, también se representó en 48 ocasiones en el Belasco Theatre de Broadway en Nueva York con Katharine Cornell y Lorraine en los papeles principales. Otras obras de Karen Bramson representadas en Inglaterra en esta época fueron "Medusa", "Los impíos" ( teatro Wyndhams, diciembre de 1925), "La encantadora" (The Garrick Theatre, abril de 1926), "El hombre que enterraron ..." (The Ambassadors Theatre). Junio de 1928) y "La Torre de Babel" (Sociedad de Aventureros, julio de 1929). "Tigercats" se volvió a representar en el teatro Royalty en mayo de 1931 con Edith Evans y Robert Lorraine en los mismos papeles que antes. En 1925 fue la primera autora extranjera en representar una obra de teatro en la Comédie-Française de París. Otras obras suyas en París son: "Poder del rey" ( Teatro Odéon ), "Ojos que se abren" (también en el Odéon) y "Felicidad" (teatro Ambassadeurs). Fue nombrada Oficial en la Legión de Honor en 1927 debido a sus contribuciones a la literatura y obras de teatro francesas. En 1934 también recibió el premio danés Tagea Brandt Rejselegat . Karen Bramson era conocida en los círculos de moda en París y tenía fama de ser una anfitriona brillante que invitaba a artistas, diplomáticos y políticos a recepciones en su casa. Por ejemplo, era amiga del poeta y diplomático Saint-John Perse (que recibió el Premio Nobel de Literatura ), el diplomático Philippe Berthelot, su esposa Hélène y el político francés Louis Barthou . A pesar de sus muchos talentos, sus ambiciones literarias y una vida en el centro de atención de los medios, su personalidad interior estaba mayormente oculta. No le gustaba dar entrevistas y se mostraba reticente a divulgar detalles de su vida personal.

## Años finales y muerte
En sus últimos años se retiró de la vida pública y estudió espiritismo. Siempre le había encantado una vida cosmopolita y viajó por toda Europa alojándose en varios hoteles antes de morir en 1936 de una hemorragia cerebral en una habitación de hotel en París. Sus cenizas fueron enterradas en el cementerio Père Lachaise en París.

## Recepción y legado
Sus primeras obras de teatro ("La joven dama - La voluntad del hombre" en 1900 y "Madres" en 1901) se han descrito como centradas en la opresión que sufren las mujeres en el matrimonio y a menudo exploró temas de relaciones interpersonales y la batalla de los sexos. Los críticos también han mencionado el amor mortal y las tendencias masoquistas femeninas. Una crítica periodística de su obra "Gatos tigre" señaló a la audiencia de Londres "... que consistía principalmente en mujeres solteras de mediana edad que vitorearon salvajemente estas escenas de sadismo". También ha sido descrita como feminista y escritora de ciencia ficción del futuro próximo. En 1932 fue considerada por algunos críticos como "la figura más importante en la literatura nórdica desde la época de Ibsen ". La opinión del obituario de The Times en enero de 1936 fue que tal vez tuvo más éxito como novelista que como dramaturga, en particular por sus libros "Entre los hombres" (un vasto fresco de Europa antes y después de la Primera Guerra Mundial, incluyendo el curioso personaje de Lenin), "Un solo hombre" (un análisis de un revolucionario inglés), "Nosotros los bárbaros" (un estudio de la vida de la clase media de su época) y "Estrella" (la historia de una niña y Hollywood )

## La familia de Bramson
Karen Bramson y su esposo Louis Bramson tuvieron un hijo, Mogens Louis Bramson  Después de 1914, Karen vivió separada de su esposo, pero tuvo una relación amistosa con él durante toda su vida. Adoraba a su hijo Mogens, que era piloto y consultor de ingeniería de aviación. Mogens Bramson vivió gran parte de su vida en Inglaterra y jugó un papel crucial en ayudar a Frank Whittle a desarrollar el primer motor a reacción del mundo. Más adelante en su vida, Mogens se mudó a California, EE. UU., Donde inventó una máquina de pulmón cardíaco . Una fuente dice que la hermana mayor de Karen Bramson, Olga, se casó con el príncipe ruso Vladimir Orloff. El hermano de Karen, David Julius Adler, fue el padre  de la autora y pintora Vera Stanley Alder.

## Listado de trabajos
- Den unge Frue. Mands Vilje (La joven dama. La voluntad del hombre; 1900, dos obras en danés publicadas juntas,[37] )
- Mødre (Madres; 1901, obra[38] en danés también traducido al alemán[39] )
- Den Stærkeste (El más fuerte; 1902, obra en danés también traducida al inglés como Profesor Klenov,[40] al francés[15][41] y al árabe.[42] )
- Det lyriska versdramat Berengaria, Dronning af Danmark (Berengaria, Reina de Dinamarca, en verso lírico; 1904, obra en danés[43] )
- Livets Glæde (Life's Joy; 1905,[44] en danés también traducido al finlandés[45] )
- Vore Kælebørn (skrevet af et af dem) (Our Pet Children (escrito por uno de ellos); 1905, interpretan cuatro actos en danés[46] )
- Dr. Morel (1906, novela en danés, también traducida al inglés como El caso del Dr. Morel, [47] al francés,[48] ruso[49] y búlgaro[50] )
- Pengene (El dinero; 1908, novela en danés[51] ),
- Ærtehalm (Guisantes en una vaina; 1909, obra en danés de Karen Bramson y Gustav Wied[52] )
- Lykke (Felicidad; 1910, en danés[53] )
- samt Kongemagt (El Rey; 1911,obra[54] en danés también traducida al alemán y al ruso[55] )
- Mennesker af vor Tid (Gente de nuestro tiempo; 1916, novela[56] en danés, también traducida al francés como Une femme libre [57] )
- Det store Drama (El gran drama; 1922,[58] novela en danés, también traducida al francés como Parmi les hommes )
- De evige Fjender (Los enemigos eternos; 1923, obra en danés, también traducida al inglés como Tiger Cats y al francés como les félines [20][22] )
- Des yeux qui s'ouvrent (Ojos que se abren; 1925, obra en francés  )
- The Godless (obra de 1925 traducida al inglés  )
- Le dictateur (El dictador; obra de 1925 en francés[59] )
- The Man They Buried (1928, comedia traducida al inglés por Bertha Murrey, 1928  )
- La femme fatale (1926, en francés, también traducida al inglés como Medusa o The Enchantress [60]
- La torre de Babel (1929, obra de teatro  )
- Nous, les barbares. . . (Nosotros, los bárbaros ...; 1929,[61] novela en francés, también traducida al español[62] )
- Théâtre (1929–30; Compendio de 12 obras de Karen Bramson en francés en cuatro volúmenes: L'argent {une famille-l'enfer-La tour de Babel}, L'amour {Le professeur Klenow-Méduse-Le Bonheur}, La foi {L'orgueilleux-L'homme qui a compuesta-Les yeux qui s'ouvrent} y La haine {Le dictateur-Les félines-Depuis l'aurore des temps}[63] )
- Hombres (1930[64] )
- Une amoureuse (Un amante; 1930,[65] en francés, también traducida al español[66] )
- Une nuit d'amour (Una noche de amor; 1931,[67] en francés, también traducida al noruego[68] )
- Un seul homme (Un hombre; 1932, novela en francés[69] )
- En Nat (Una noche; 1932, novela en danés[70] )
- Estrella (1933, novela en francés[71] )
- Lueur dans nos ténèbres (Luz entre nuestras sombras; 1935, novela en francés[72] )